# Ніклас Штер
Ніклас Штер (нім. Niklas Stör, або Stoer; 1532 — 1562) — німецький художник та графік доби Відродження, котрий працював у Нюрнберзі. Його роботи, що зображують зокрема ландскнехтів та турецьких вояків, можна знайти в Британському музеї, Альбертіні, Німецькому національному музеї в Нюрнберзі, Герцогському музеї міста Гота, та в інших.

## З біографії
Ніклас Штер був сином теслі Кунца Штера. Є свідчення, що він працював у Нюрнберзі між 1532 і 1562 роками. У 1528 році він одружився з Барбарою Преусінгер (1508—1574); у них було три доньки і син, якого, можливо, звали Лоренц Штер. Певний час він володів у Нюрнберзі будинками на вулиці Юденгассе, на вулиці Альте Ледергассе та на вулиці Ам Трайбберг.
Ймовірно, Штер навчався у Ганса Шпрінгінкле, який разом з Ерхардом Шоном ілюстрував Біблії у друкарнях Антона Кобергера та Фрідріха Пейпуса з 1522 по 1524 рік. У 1925 році Генріх Реттінгер ідентифікував 124 ксилографії, які спочатку приписували Шену або «псевдо-Шену», як роботи Штера, порівнявши їхні стилі. Очевидно, що Штер брав участь в оформленні «Галлершен Гешлехтербух», який був представлений міській раді Нюрнберга в 1537 році; іншими художниками були Ієронім Бехайм, Асмус Кірсбах, Ганс Платтнер і Георг Пенц. Гонорар Штера становив 29 гульденів. У 1540-х роках він створив портрети князів, наприклад, серію портретів імператора Карла V та виборчої колегії для імперського сейму в Шпаєрі в 1544 році.

## Деякі роботи
|  |
|  |

|  |
|  |

|  |
|  |

|  |
|  |

|  |
|  |

|  |
|  |

|  |
|  |

|  |
|  |

|  |
|  |

|  |
|  |

|  |
|  |

|  |
|  |